# بينات سان خوسيه
بينات سان خوسيه (بالإسبانية: Beñat San José)؛ مواليد 24 سبتمبر 1979 في مقاطعة غيبوثكوا في إسبانيا، وهو مدرب كرة قدم إسباني ولاعب سابق. يدرب حاليا نادي الاتفاق السعودي.

## روابط خارجية
- بينات سان خوسيه على موقع قاعدة بيانات كرة القدم.إي يو (الإنجليزية)
- بينات سان خوسيه على موقع قاعدة بيانات كرة القدم.إي يو (الإنجليزية)
- بينات سان خوسيه على موقع Soccerway.com (الإنجليزية)
- بينات سان خوسيه على موقع عالم كرة القدم.نت (الإنجليزية)
- بينات سان خوسيه على موقع كووورة